# Indian Railways

Mappa della rete ferroviaria indiana, con indicati i differenti dipartimenti in cui è suddivisa

Indian Railways è il nome inglese con cui sono note a livello internazionale le Ferrovie Indiane (chiamate indi:भारतीय रेल oppure Bhāratīya Rail) controllate dallo stato tramite l'apposito Ministero delle ferrovie del governo.

## Storia
Le ferrovie vennero introdotte in India nel 1853. Nel 1947, l'anno dell'Indipendenza dell'India, veniva gestita da 42 operatori distinti. Nel 1951 l'intera rete venne nazionalizzata e sottoposta ad un unico operatore in seguito suddiviso in 16 dipartimenti locali: questo ha portato alla caratteristica che la rete sia composta da binari a scartamento che varia a seconda del luogo in cui ci si trova e all'operatore che gestiva la linea prima della nazionalizzazione. Indian Railways gestisce sia il traffico su lunga distanza che i sistemi di spostamento rapido delle grandi aree metropolitane.

## Rete ferroviaria
Le Ferrovie indiane contano una rete di 119'630 km, di cui 108'000 km a scartamento largo di 1676 mm (scartamento Indiano), ovvero il 90% dell'intera rete. Le ferrovie indiane risultano quindi possedere la più grande rete ferroviaria a scartamento largo del mondo, e la quarta in termini assoluti.
Ci sono 28'327 km di linea elettrificati con sistema monofase 25 kV 50 Hz.
Alcune tratte consentono di raggiungere la velocità di 220 km/h, ma in servizio commerciale i treni non superano i 200 km/h.

## Classi
I treni indiani dispongono di svariate tipologie di classi
 (non tutte presenti all'interno dello stesso treno) come segue:
- 1A (First class AC) carrozza di prima classe con aria condizionata composta da cabine per 2 e 4 persone con porta chiudibile dall'interno. Effetti letterecci inclusi.
- 2A (AC-Two tier) carrozza di seconda classe con aria condizionata composta da 4 brande per sdraiarsi per 4 persone (o chiudendone due, da 2 panche per far sedere sempre 4 persone, all'interno di ogni scompartimento, e da 2 brande per sdraiarsi per 2 persone lungo il corridoio in corrispondenza a tale scompartimento (la branda inferiore può trasformarsi in due sedili per due persone, quella superiore resta immutata). Gli scompartimenti e le brande sul corridoio dispongono di tende per la privacy (ma non di porte come la prima classe). Effetti letterecci inclusi.
- 3A (AC three tier) carrozza di terza classe con aria condizionata. È analoga alla 2A, ma con la differenza che ogni scompartimento dispone di 6 e non di 4 brande. Effetti letterecci inclusi.
- FC (First Class) carrozza di prima classe, la cui struttura è analoga alla 1A, ma senza aria condizionata e senza effetti letterecci.
- 3E (AC three tier (Economy)) come la 3A ma senza effetti letterecci.
- SL (Sleeper class) come la 3E ma senza aria condizionata. È la classe più diffusa sul territorio indiano e la più economica per i viaggi a lunga distanza.
- CC (AC chair car) carrozza per viaggi diurni, quindi priva di brande e composta esclusivamente da posti a sedere, con aria condizionata.
- 2S (Seater class) come la CC, ma senza aria condizionata. Al posto dei singoli seggiolini, vengono usate delle brande per far sedere i passeggeri.
- EC (Executive class chair car) come la CC ma ad oggi (2013) è disponibile solo nei pochissimi Shatabdi Express. Viene servito uno snack incluso nel biglietto.
- UR (Unreserved) come la 2S ma gestita con vecchie carrozze ed il posto, non essendo prenotabile, non è chiaramente garantito.

Negli effetti letterecci sono inclusi un copribranda, un lenzuolo ed un cuscino, il tutto fornito a tutti coloro che dispongono di un biglietto con prenotazione del posto per determinate classi. Quanto descritto dovrebbe già trovarsi sopra la branda, in caso contrario va richiesto al personale di bordo.